# Death Monsters
Death Monsters – split album polskich grup muzycznych Azarath i Stillborn. Wydawnictwo ukazało się w 2004 roku nakładem wytwórni muzycznej Time Before Time Records. Na płycie znalazły się utwory pochodzące z Promo 2000 - Azarath oraz Promo 2004 - Stillborn.
Sesja nagraniowa materiału Azarath odbyła się w składzie Bartłomiej "Bruno" Waruszewski (śpiew, gitara basowa), Andrzej "D." Zdrojewski (gitara) oraz Zbigniew "Inferno" Promiński (perkusja).

## Lista utworów
Opracowano na podstawie materiału źródłowego.
| Stillborn 1. "Thousand Faced-Bitch" - 02:53 2. "Anti-God, Anti-Human" - 02:46 3. "Wrath, Death & Destruction" - 04:02 |  | Azarath 1. "Earthly Morgue" - 04:00 2. "Doombringer" - 03:20 3. "Heavens Light Demise" - 03:53 4. "Nightskies Burial Ground" - 04:23 |